# Chondrillidae
Famille
Les Chondrillidae sont une famille de spongiaires de l'ordre des Chondrillida.

## Liste des genres
Selon World Register of Marine Species (4 mai 2016) :
- genre Chondrilla Schmidt, 1862
- genre Thymosia Topsent, 1895
- genre Thymosiopsis Vacelet & Perez, 1998